# 石油換算トン
石油換算トン（せきゆかんさんトン、tonne of oil equivalent、toe）とはエネルギーの単位で1トンの原油を燃焼させたときに得られる約42ギガジュールのエネルギーを1ユニットとしたものである。　世界で統一された数値は無いが概ね1 toe = 42 GJ　である。　同様の単位に石油換算バレル(5.7~6.1 GJ)、石炭換算トン(29.31GJ)などがある。　これらの単位は燃料の統計等に使われている。

## 定義
国際エネルギー機関/OECDでは　1toeは 41.868 ギガジュール、11.63 メガワット時と定義している。
その他の機関では異なった数値を使っている場合もある。
例として:
- 1 toe = 42 GJ
- 1 toe = 41.87 GJ[2]
- 1 toe = 7.11, 7.33, 7.4 石油換算バレル(boe)

## 換算リスト
- 1 石油換算バレル(boe; barrel of oil equivalent) = 約 0.146 toe (1 toe = 6.841 boe).
- 1 石炭トン = 0.7 toe
- 1 トン ディーゼル = 1.01 toe
- 1 m3 ディーゼル = 0.98 toe
- 1 トン ガソリン = 1.05 toe
- 1 m3 ガソリン = 0.86 toe
- 1 トン バイオディーゼル = 0.86 toe
- 1 m3 バイオディーゼル = 0.78 toe
- 1 トン バイオエタノール = 0.64 toe
- 1 m3 バイオエタノール = 0.51 toe[3]
- 1 MWh = 0.086 toe [4]